# SYNTAX
SYNTAX est un générateur d'analyseurs lexicaux et syntaxiques (déterministes ou non-déterministes) pour toutes les grammaires non-contextuelles ainsi que certaines classes de grammaires contextuelles. Il est développé à l'INRIA depuis plusieurs dizaines d'années, en majeure partie par Pierre Boullier, mais n'est librement disponible que depuis 2007. SYNTAX est distribué librement sous licence CeCILL.

## Analyse non contextuelle
SYNTAX permet de traiter soit des grammaires déterministes de la classe LR et d'autres classes plus larges (LALR, RLR), soit des grammaires non-contextuelles générales. La version déterministe a fait l'objet d'utilisations industrielles (Ada, par exemple) et continue à être utilisé dans le domaine de la compilation. Les fonctionnalités non-déterministes incluent un générateur d'analyseurs Earley utilisé dans le domaine du traitement automatique des langues. Les analyseurs produits incluent des mécanismes de récupération sur erreurs, et permettent l'exécution d'actions sémantiques et le calcul d'attributs sur un arbre abstrait ou une forêt partagée d'analyse.

## Analyse contextuelle
La version actuelle de SYNTAX (version 6.0 beta) comprend également des générateurs d'analyseurs pour d'autres formalismes, utilisés dans le domaine du traitement automatique des langues mais également en bio-informatique. Il s'agit de formalismes sensibles au contexte (TAG, RCG) ou de formalismes reposant sur les grammaires hors-contextes mais complétés par des calculs d'attributs, en particulier pour le traitement automatique des langues (formalisme LFG).